# Elisa Isoardi
Elisa Isoardi, née le 27 décembre 1982 à Coni, est une animatrice de télévision italienne.

## Biographie
Elisa Isoardi participe à l'élection de Miss Italie en 2000. Elle est alors Miss Vallée d'Aoste. Lors du concours, elle est élue « Miss Cinéma ».
Plus tard, elle est recrutée par Rai Uno et y anime le samedi l'émission de début d'après-midi Effetto Sabato de 2007 à 2008.
De décembre 2008 à juin 2010, elle remplace Antonella Clerici à la présentation de l'émission culinaire La prova del Cuoco.
Depuis 2011, elle anime l'émission matinale de Rai Uno, Unomattina.
Elle est en couple avec l’homme politique Matteo Salvini de 2016 à 2018,,.
En 2020, elle participe à la 15e saison de l'émission Ballando con le stelle.